# Brendan’s Death Song
Brendan’s Death Song – ballada rockowa zespołu Red Hot Chili Peppers z płyty I’m with You. Została wydana w 2012 roku i jest poświęcona człowiekowi, który dał początek zespołowi Red Hot Chili Peppers. Był to Brendan Mullen, który zmarł 12 października 2009 r. Do piosenki nagrano teledysk.